# Каменка (Осиновский сельсовет)
Ка́менка (бел. Каменка) — деревня в составе Осиновского сельсовета Чаусского района Могилёвской области Белоруссии.

## Население
- 2010 год — 19 человек